# Joe Kleine
Joseph William Kleine (ur. 4 stycznia 1962 w Colorado Springs) – amerykański koszykarz, środkowy, mistrz NBA z 1998 roku oraz olimpijski z Los Angeles, trener.
W 1980 wystąpił w meczu gwiazd amerykańskich szkół średnich - McDonald’s All-American.
Klein rozpoczął swoją karierę akademicką na uczelni Notre Dame. Po roku przeniósł się do Arkansas, gdzie  zgodnie z przepisanymi transferowymi nie mógł występować podczas rozgrywek 1981/82. W sierpniu 1982 wystąpił na mistrzostwach świata w barwach kadry narodowej USA, z którą wywalczył srebrny medal. Nieco wcześniej wywalczył także srebro podczas turnieju World’s Fair, rozegranego w amerykańskim Knoxville. Dwa lata później sięgnął po złoto igrzysk olimpijskich w Los Angeles u boku późniejszych członków Koszykarskiej Galerii Sław – Michaela Jordana, Patricka Ewinga oraz Chrisa Mullina.
Do NBA trafił w drafcie 1985, wybrany z numerem 6 przez Sacramento Kings. W Sacramento spędził trzy i pół roku po czy został wytransferowany wraz z Edem Pinckneyem bo Bostonu w zamian za Danny Ainge'a i Brada Lohausa. Był to najbardziej udany pod względem indywidualnych statystyk okres w jego karierze. Cztery i pół roku później znalazł się w Phoenix, gdzie zasilił szeregi Suns.
W trakcie sezonu 1996/97 wysłano go wraz z Robertem Horry do Lakers. Do Arizony powędrowali natomiast Cedric Ceballos oraz Rumeal Robinson. W Los Angeles zdołał rozegrać zaledwie 8 spotkań, po czym odesłano go do New Jersey wraz z wyborami pierwszej (Anthony Parker) oraz drugiej (George McCloud) rundy draftu 1997 roku. Kolejne rozgrywki rozpoczął w składzie obrońców tytułu mistrzowskiego – Chicago Bulls, którzy sięgnęli w tamtym sezonie po drugi w historii klubu tzw. three-peat. Dzięki temu Kleine zdobył w końcu upragnione mistrzostwo NBA.
W styczniu 1999 roku Kleine powrócił na krótko w szeregi Suns. Przed rozpoczęciem nowego  sezonu (1999/2000) związał się z Portland Trail Blazers, z którymi rozegrał notabene zaledwie 7 spotkań. 31 sierpnia 2000 roku został wymieniony wraz z Jermaine’em O’Nealem do Indiany za Dale’a Davisa. Nie było mu jednak dane rozegrać ani jednego spotkania w nowym klubie, ponieważ został zwolniony już pod koniec września. W ten sposób zakończył swoją zawodową karierę. Wystąpił w 1965 spotkaniach, notując średnie 4,8 punktu, 4,1 zbiórki przy wysokiej 79,4% skuteczności rzutów wolnych, co jest rzadkością wśród klasycznych środkowych.
Po zakończeniu kariery zawodniczej trenował przez jakiś czas zespoły AAU oraz szkół średnich w Little Rock. W 2004 został asystentem trenera USA South Team podczas festiwalu olimpijskiego w Colorado Springs, podobnie jak i podczas spotkania gwiazd do lat 18 USA vs. Europe Hoop Summit w San Antonio. Pracował także jako analityk spotkań akademickich uczelni z Arkansas. Następnie w 2007 roku został zatrudniony na stanowisku asystenta trenera w University of Arkansas.
W 1996 wystąpił w filmie Eddie.

## Osiągnięcia
Stan na podstawie, o ile nie zaznaczono inaczej.

### NCAA
- Uczestnik:
  - rozgrywek Sweet 16 turnieju NCAA (1981, 1983)
  - turnieju NCAA (1981, 1983–1985)
- Most Outstanding Player (MOP=MVP) turnieju:
  - konferencji Southwest (SWC – 1985)
  - Great Alaska Shootout (1984)
- Laureat nagrody – 2001 SEC Legend[7]

### NBA
- Mistrz NBA (1998)[8]
- Zwycięzca turnieju McDonalda (1997)

### Reprezentacja
- Mistrz olimpijski (1984)[9]
- Wicemistrz:
  - świata (1982)[10]
  - turnieju World’s Fair Tournament w Knoxville (1982)